# Steve Mann
Steve Mann (Hamilton, 8 de junio de 1962) es un profesor titular del Departamento de Ingeniería Eléctrica y Computación, con citas cruzadas a la Facultad de Artes y Ciencias y Facultad de Ciencias Forestales, de la Universidad de Toronto.

## Vida y educación tempranas
Mann es licenciado por el Instituto de Tecnología de Massachusetts (Doctorado en Artes y Ciencias de Medios a mediados de 1997) y la Universidad de McMaster, donde también fue incluido en la McMaster University Alumni Hall of Fame (Galería de Antiguos Alumnos de 2004) en reconocimiento a su carrera de inventor y profesor. En palabras de Nicholas Negroponte, el fundador del MIT, fue Mann quien "trajo la semilla" que fundó el grupo de Wearable Computing en el Laboratorio de Medios de Comunicación. En 2004 fue nombrado el ganador del Premio a la Excelencia 2004 de Leonardo por su artículo "La tecnología existencial", publicado en Leonardo 36:1.

## Carrera

### Ideas e invenciones
Muchos de los inventos tienen que ver con el campo de la fotografía computacional de Mann.
- Transformada chirplet de 1991: Mann fue el primero en proponer y poner a la práctica una representación de la señal sobre la base de una familia de señales de chirrido, cada uno asociado con un coeficiente, en una generalización de la transformada wavelet y que ahora se conoce como el chirplet transformar.
- Las órbitas de vídeo,  de 1993: Mann fue el primero en producir un algoritmo para la combinación automática de imágenes múltiples de la misma materia, utilizando la geometría proyectiva algebraica, para "unir" las imágenes mediante la corrección automática estima perspectiva. Esto se conoce como el algoritmo "Video Órbitas".[6]

Véase también patente de Estados Unidos 5.828.793: Método y aparato para producir imágenes digitales que tienen largos rangos dinámicos.
- Ecuaciones comparamétricas de Mann de 1993: Fue el primero en proponer e implementar un algoritmo para calcular la función de una cámara de respuesta de una pluralidad de imágenes expuestas de manera diferente de la misma materia. También fue el primero en proponer e implementar un algoritmo para ampliar automáticamente el rango dinámico de una imagen mediante la combinación de varias imágenes expuestas de manera diferente de la misma materia.[8]

Véase también la patente de Estados Unidos 5706416.
Método y aparato para la relación y la combinación de varias imágenes de la misma escena u objeto (s).
- HDR (High Dynamic Range): "El primer informe de la combinación de varias imágenes digitales de la misma escena para mejorar el rango dinámico es de Mann." en el "método de estimación de la teoría de la mejora de rango dinámico con múltiples exposiciones" por Robertson etal, JEI 12 (2), p220, columna derecha, la línea 26.

- La cinemática inversa, por ejemplo: los principios de derivados negativos (integrales) de desplazamiento, como absement (el área bajo la curva de desplazamiento de tiempo), encarnada por hydraulophones (a base de agua de instrumentos).[10] Este trabajo ha sido incorporado por los demás, y también constituye la base para una nueva forma de entender la ingeniería eléctrica, basado en el uso del análogo eléctrico de absement como la unidad base.[11]